# Sixte diminuée

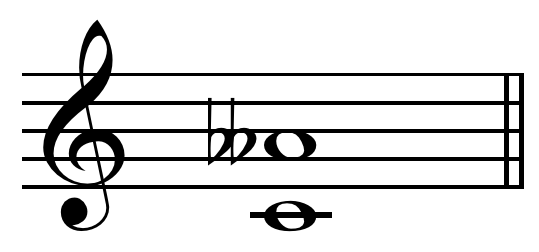
Une sixte diminuée do-la double bémol.

En musique, une sixte diminuée est une sixte mineure diminuée d'un demi-ton chromatique, soit un intervalle de trois tons et demi. Dans un tempérament égal à douze demi-tons (gamme tempérée), la sixte diminuée est l'équivalent enharmonique de la quinte juste.